# Franciszek Władysław Nagurski
Franciszek Władysław Nagurski herbu własnego – podsędek żmudzki w latach 1724–1752, podstarości żmudzki w latach 1715–1724, sędzia grodzki żmudzki w latach 1711–1715, ciwun Dyrwian Małych w latach 1710–1739.
Był posłem na sejm 1729 roku z Księstwa Żmudzkiego.